# Nagusta goedelii
Nagusta goedelii è una specie di insetto appartenente alla famiglia Reduviidae.

## Distribuzione
Questa specie è presente nell'Europa centro-meridionale (Austria, Bosnia ed Erzegovina, Bulgaria, Croazia, Cipro, Turchia europea, Francia, Grecia, Ungheria, Italia , Repubblica di Moldova, Macedonia del Nord, Romania, Slovacchia, Slovenia, Ucraina ed ex Jugoslavia) e in Medio Oriente. A est raggiunge l'Iran. Sembra che questi insetti stiano estendendo la loro distribuzione da est verso aree più occidentali e settentrionali.

## Descrizione

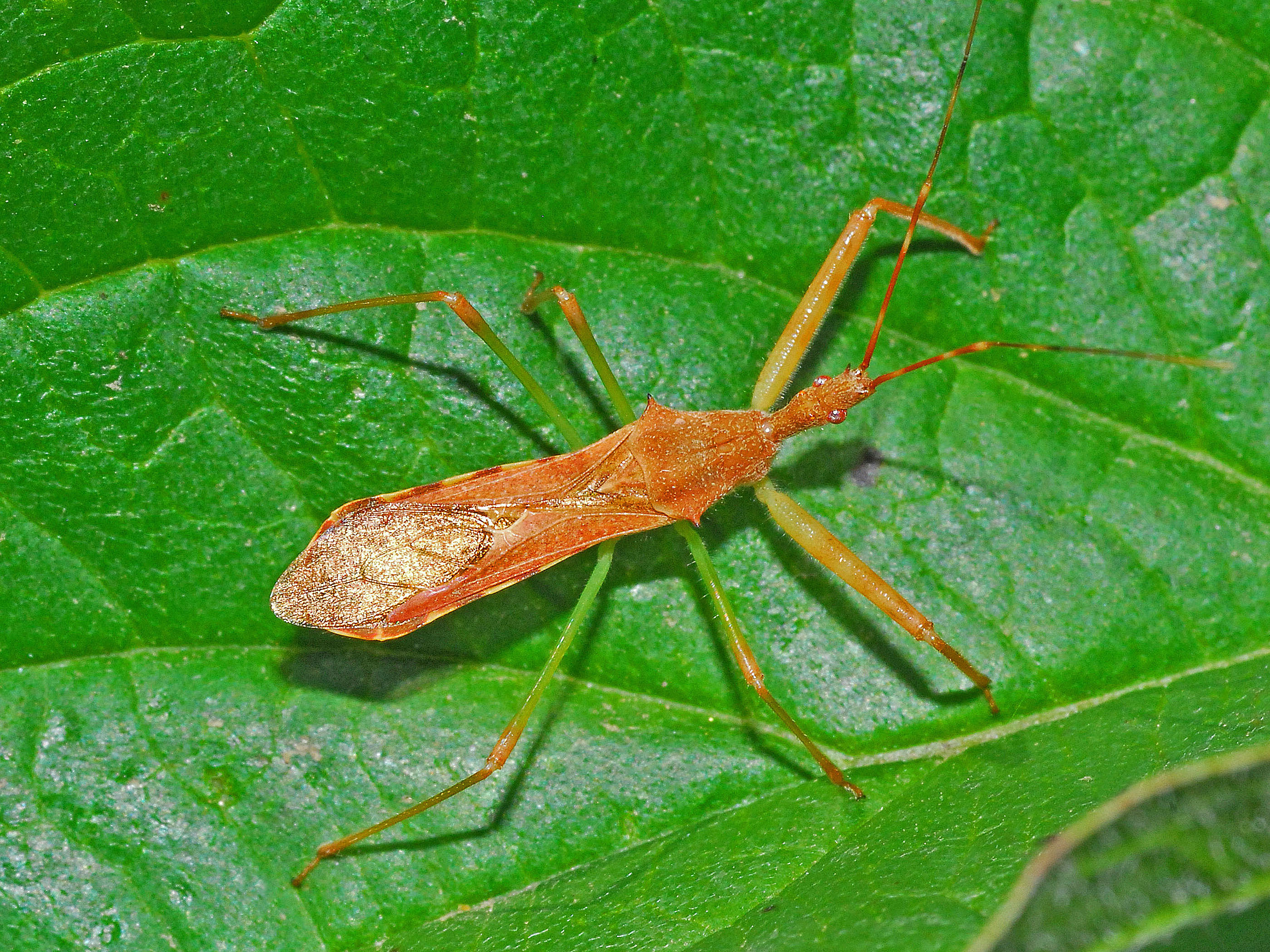
Vista dorsale

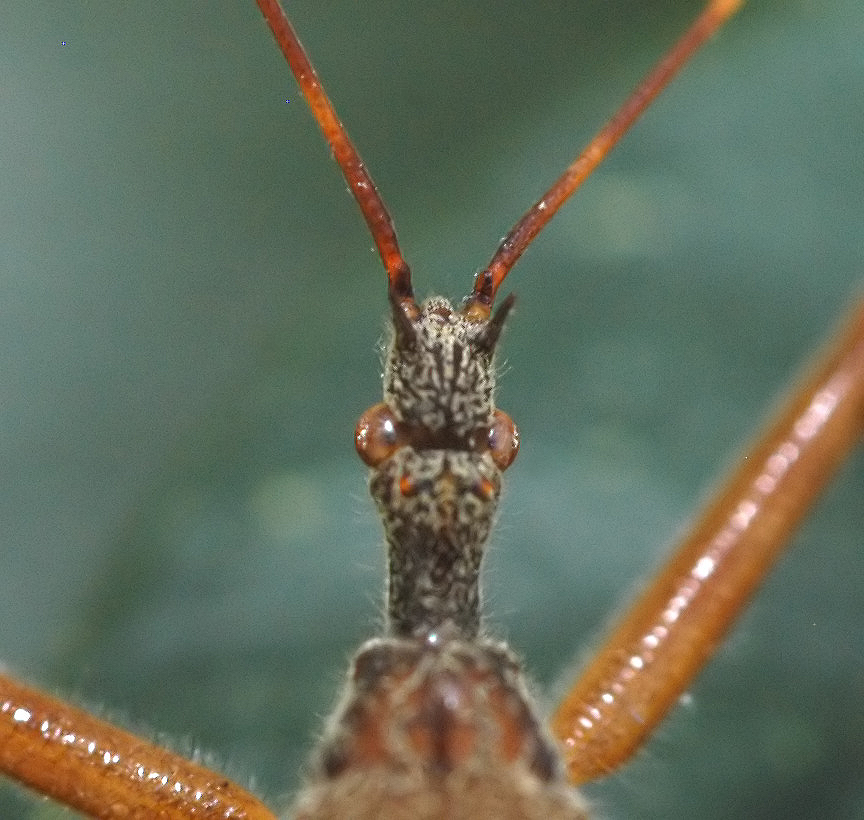
Primo piano della testa

Nagusta goedelii può raggiungere una lunghezza corporea di circa 12.5-16.3 mm. Il corpo è snello e leggermente ricoperto di peli, con una colorazione che va dal giallo al cannella, ma alcuni esemplari più scuri possono essere marroni o rossastri con venature verdastre. La testa è lunga più del doppio della larghezza e presenta degli ocelli sporgenti oltre che due caratteristiche spine a forma di corno appena dietro le antenne. Le antenne sono dello stesso colore del corpo, con anelli più chiari. La parte posteriore della testa termina con un collo cilindrico. Il pronoto è quasi esagonale e porta due apofisi larghe e arrotondate a forma di cono ottuso. Il diametro dei femori anteriori è almeno tre volte il diametro di quelli medi e posteriori, mentre le tibie sono tutte dello stesso spessore.

## Biologia
La specie presenta una sola generazione all'anno (univoltina). L'accoppiamento e la deposizione delle uova avvengono in primavera. Le larve raggiungono lo stadio adulto in agosto e settembre, mentre gli adulti svernano. Nelle regioni calde e soleggiate questi insetti vivono su alberi decidui, in particolare su querce, e più raramente su arbusti. Questi insetti si nutrono esclusivamente di altri insetti ed eventualmente di aracnidi e larve di lepidotteri. Si registrano predazioni di Metcalfa pruinosa, larve di Macrophya punctumalbum, il grillo Arachnocephalus vestitus, ma anche diversi ditteri.